# Remora australis
Remora australis är en fiskart som först beskrevs av Bennett, 1840.  Remora australis ingår i släktet Remora och familjen Echeneidae. Inga underarter finns listade i Catalogue of Life.